# 창정 3B

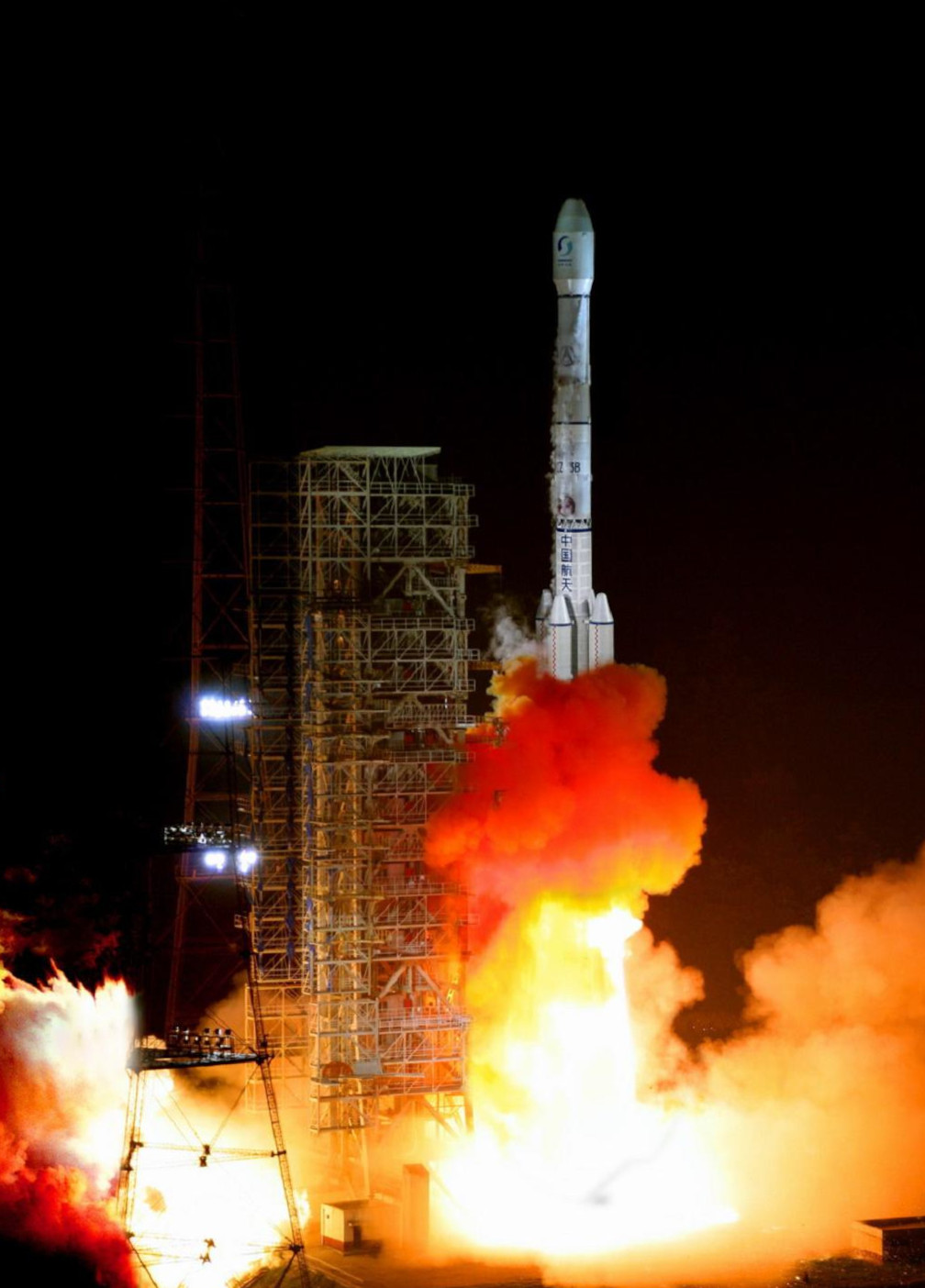

창정 3B는 중국의 창정 로켓 시리즈의 우주발사체이다.

## 역사
2018년 12월 7일, 무게 1.32톤의 창어 4호를 탑재한 창정 3B 로켓이 시창 위성발사센터에서 발사되었다. 2019년 1월 3일 오전 11시 26분(한국 시간), 남극 에이트켄 분지의 본 카르만 크레이터에 착륙했다. 세계 최초로 달뒷면에 착륙을 성공하였다.

## 대한민국
창정 3B는 한국의 누리호와 비슷하다.
- 창정 3A,  중국, 1단 4 x 추력 80톤, 2단 추력 80톤, 3단 추력 7톤
- 창정 3B,  중국, 부스터 4 x 추력 80톤, 1단 4 x 추력 80톤, 2단 추력 80톤, 3단 추력 7톤
- 누리호,  대한민국, 1단 4 x 추력 75톤, 2단 추력 75톤, 3단 추력 7톤

창정 3B는 누리호와 거의 비슷한 제원인데, 1단 추력 80톤 엔진을 외부에 4개 더 달아서 부스터로 사용한다.